# Meteu ’L Klechem
Meteu ’L Klechem ist ein historischer Monolith in Melekeok, einem Teilstaat der Inselrepublik Palau, auf Babeldaob, der Hauptinsel. Der Stein ist mehr oder minder oktagonal, 2,1 m lang und 0,61 m dick und wiegt ca. 1,4 t. Als er 1976 entdeckt wurde, diente er als Brücke über einen Bach. Der Monolith ist historisch bedeutsam aufgrund seiner Verbindung mit Metau, einem Krieger des späten 18. Jahrhunderts. 1785 wurde Metau auf Koror in einen Hinterhalt gelockt und getötet, aus Rache für Angriffe, die er auf Bootsmannschaften aus Yap gemacht hatte. Sein Leichnam wurde als Pfand zurückgehalten und auf diesen Stein abgelegt. Metaus Bruder Reklai zahlte die Lösegeldsumme (damals ein Gegenwert von 60.000 $) und 1795 wurden Stein und Leichnam zur Bestattung nach Melekeok gebracht. Der Stein stand bis 1948 am Hauptanleger von Beriber, wonach er an seinen jetzigen Standort verbracht wurde.
Der Standort mit dem Monolith wurde 1976 ins National Register of Historic Places der Vereinigten Staaten aufgenommen, als Palau zu den Trust Territories of the Pacific der Vereinigten Staaten gehörte.